# Sachbuch-Bestenliste
Die Sachbuch-Bestenliste ist eine monatlich erscheinende Liste von zehn Büchern aus dem Bereich Sachbuch in Deutschland. Sie wird in Zusammenarbeit von Deutschlandfunk Kultur, dem ZDF und Die Zeit erstellt.

## Geschichte und Modalitäten
Die Veröffentlichung einer gemeinsamen Sachbuch-Bestenliste wurde auf der Frankfurter Buchmesse 2017 bekanntgegeben, nachdem die Liste der Sachbücher des Monats von NDR und Süddeutscher Zeitung aufgrund der Kontroverse um die Empfehlung des als rechtsextrem kritisierten Buches Finis Germania von Rolf Peter Sieferle vorübergehend ausgesetzt worden war. Sie wurde erstmals am 1. November 2017 veröffentlicht und wird zeitgleich im Programm von Deutschlandfunk Kultur, in den Fernsehsendungen ZDF aspekte und 3sat Kulturzeit sowie in der Wochenzeitung Die Zeit bekanntgeben, vorgestellt und besprochen. Außerdem wird sie auf den entsprechenden Internetseiten aufgeführt.
Eine Jury aus dreißig Kritikerinnen und Kritikern empfiehlt monatlich zehn herausragende Bücher, denen sie möglichst viele Leser wünscht. Die Sachbuch-Bestenliste erscheint elfmal im Jahr, im August geht die Jury für einen Monat in Sommerpause. Jeder der drei Partner stellt sechs Jurymitglieder, hinzu kommen zwölf weitere unabhängige renommierte Literaturkritiker. Unter den Jurymitgliedern befinden sich etwa Ijoma Mangold, der Literaturchef der Zeit, René Aguigah, Julia Voss, Susanne Billig, Christoph Möllers, Stefan Brauburger, Heike Faller, Ralph Bollmann und Hilal Sezgin. 
Die Juroren vergeben fünfzehn, zehn, sechs und drei Punkte an jeweils vier Bücher. Punkte können nicht auf ein einziges Buch akkumuliert werden. Jeder Titel darf höchstens drei Mal auf der Bestenliste erscheinen. Der Erscheinungstermin darf nicht länger als ein Jahr zurückliegen, Bücher von Jurymitgliedern sind ausgeschlossen. Im Gegensatz zu den Sachbüchern des Monats müssen immer mindestens zwei Juroren für ein Buch votieren, damit es empfohlen werden kann.

## Rezeption
Die neue Sachbuch-Bestenliste kommentierte Patrick Bahners in der Frankfurter Allgemeinen Zeitung folgendermaßen: Eine solche Liste sei "Unfug", weil es bei Sachbüchern keine Qualitätsrangfolge gebe. Ob man sich lieber über den Dreißigjährigen Krieg informieren wolle oder über die Geschichte des Kommunismus, habe nur mit den persönlichen Interessen des jeweiligen Lesers zu tun, nichts mit den Büchern selbst.

## 2018
Im Jahr 2018 wurden insgesamt 83 verschiedene Titel in die Sachbuch-Bestenliste aufgenommen, davon wurden 26 Titel zwei Mal oder häufiger prämiert. Drei Mal wurden folgende Titel ausgezeichnet: Die Vereindeutigung der Welt: Über den Verlust an Mehrdeutigkeit und Vielfalt von Thomas Bauer, Zeit der Zauberer. Das große Jahrzehnt der Philosophie 1919 - 1929 von Wolfram Eilenberger, Existenzkrise der Demokratie: Zur politischen Theorie des Liberalismus in der Zwischenkriegszeit von Jens Hacke, Die 21. Eine Reise ins Land der koptischen Märtyrer von Martin Mosebach und Die Provenienz der Kultur: Von der Trauer des Verlusts zum universalen Menschheitserbe von Bénédicte Savoy. 

Mit 15 Titeln wurden am häufigsten Bücher des Suhrkamp Verlags ausgezeichnet.

## 2019
Im Jahr 2019 wurden insgesamt 79 verschiedene Titel in die Sachbuch-Bestenliste aufgenommen, davon wurden 7 Titel drei Mal oder häufiger prämiert. Mit vier Nennungen war der erfolgreichste Sachbuchtitel des Jahres auf der Bestenliste von ZDF, Zeit und Deutschlandfunk im Jahr 2019 Die Rettung der Arbeit. Ein politischer Aufruf von Lisa Herzog. 

Mit insgesamt 11 verschiedenen Titeln wurden 2019 erneut am häufigsten Bücher des Suhrkamp Verlags ausgezeichnet. 